# Jabari Harris
Jabari Harris (Jackson, 1992) è un giocatore di football americano statunitense, che gioca come quarterback per i Limburg Shotguns..
dopo aver giocato per 3 differenti squadre universitarie si è trasferito ai finlandesi Helsinki 69ers; ha passato poi una stagione ai polacchi Lowlanders Białystok, per poi tornare in Finlandia, dove ha giocato per diverse squadre (Helsinki Roosters, due stagioni agli East City Giants, Helsinki Wolverines, altre due stagioni ai Porvoon Butchers e nuovamente Wolverines). Dal 2023 gioca nei belgi Limburg Shotguns.

## Palmarès
- 1 Vaahteramalja (2016)